# Thomas A. Curran
Thomas A. Curran (Sydney, 29 maggio 1879 – Hollywood, 24 gennaio 1941) è stato un attore teatrale e cinematografico australiano naturalizzato statunitense.
Tra il 1915 e il 1941, apparve in una sessantina di film. La sua ultima apparizione fu, nel ruolo di Theodore Roosevelt, in Quarto potere di Orson Welles.

## Filmografia
- Three Weeks, regia di Perry N. Vekroff (1914)
- Greater Love Hath No Man, regia di Herbert Blaché (1915)
- The Earl of Pawtucket, regia di Harry C. Myers (1915)
- From the River's Depths, regia di Clem Easton (come Henry Clement Easton) - cortometraggio 1915)
- The Price of Her Silence, regia di Ernest G. Batley - cortometraggio (1915)
- The Commuted Sentence, regia di Ernest C. Warde - cortometraggio (1915)
- In Baby's Garden, regia di Ernest C. Warde - cortometraggio (1915)
- Inspiration, regia di George Foster Platt (1915)
- Her Confession - cortometraggio (1915)
- The Necklace of Pearls - cortometraggio (1915)
- Bubbles in the Glass, regia di Ernest C. Warde - cortometraggio (1916)
- Silas Marner, regia di Ernest Warde (1916)
- The Cruise of Fate, regia di Ernest C. Warde - cortometraggio (1916)
- The Sailor's Smiling Spirit, regia di Anders Van Haden (come William A. Howell) - cortometraggio (1916)
- The Weakling - cortometraggio (1916)
- The Vicar of Wakefield, regia di Ernest C. Warde (1917)
- When Love Was Blind, regia di Frederick Sullivan (1917)
- The Candy Girl, regia di Eugene Moore (1917)